# Slimbridge
Slimbridge est une paroisse civile et un village du Gloucestershire, en Angleterre.
Slimbridge est jumelée avec les 14 communes de l'ancien canton de Saint-Georges-du-Vièvre (Normandie), dont la plus peuplée est Lieurey. 
La réserve naturelle de Slimbridge ouvre ses portes en 1946. 